# Gomera (possessió)
Gomera és una possessió del terme de Llucmajor, Mallorca. Està situada a la Marina.
Aquesta possessió en el Llibre del Repartiment de Mallorca figura com a Alqueria Dagomera, amb una extensió de 5 jovades (80 quarterades) i tocà a Bonmacip de Tarragona. La seva etimologia ha estat relacionada amb la tribu amaziga dels Gomeres. El 1334 era de Jaume Quintana. El segle xvi apareix dividida entre les famílies Mas (Gomera Vell) i Clar (Gomera Nou). Després també se'n segregà Gomereta.
- El 1598 Gomera Nou tenia 400 quarterades i confrontava amb les possessions de s'Àguila, Capocorb, Gomera Vell i Son Julià Mut. Tenia cases i era dedicada al conreu de cereals. El 1707 era dedicada a la vinya i conreu de cereals, de lleguminoses i de cànem. Produïa un formatge de renom i era un lloc de caça de tords. Li pertanyia el molí fariner dit molí de sa Barraca de Gomera.
- Gomera Vell confrontava amb Son Truiol, el camí de Capocorb, So n'Albertí, Son Vidal i Son Mut. Tenia cases i molí de sang. Es dedicava al conreu de cereals i ramaderia ovina i cabrum.

## Restes arqueològiques
A Gomera Vell, al lloc anomenat sa Pleta, hi ha restes de tres talaiots i d'una murada. Al principi del segle XX s'hi trobà una estàtua d'argent que representa Cupido. A s'Hortal Cuitor, es troba un talaiot de planta circular. Formen el jaciment anomenat Conjunt prehistòric de Gomera Vell.